# Österreichischer Archäologie-Bund
Der Österreichische Archäologie-Bund (Abkürzung: ÖAB bzw. OeAB) ist ein österreichischer Verein für Geschichte und Archäologie. Der Verein befördert Ausgrabungen und Publikationen und betreibt in Markgrafneusiedl in Niederösterreich in einem ehemaligen Presshaus ein Museum. Der Österreichische Archäologie-Bund befasst sich zudem eingehend mit Militärarchäologie und Kriegsfolgenrisiko.

## Publikationen
- Manfred Macek u. a.: Die Kirchengrabung in der Pfarrkirche Maria Himmelfahrt von Markgrafneusiedl. Historica-Austria Band 1, 1994, ISBN 3-901515-01-1.
- Raimund Karl: Latènezeitliche Siedlungen in Niederösterreich. Untersuchungen zu Fundtypen, Keramikchronologie, Bautypen, Siedlungstypen und Siedlungsstrukturen im latènezeitlichen Niederösterreich. Teil 1 Grundlagen, Historica-Austria Band 2, Wien: ÖAB Verlag 1996, ISBN 3-901515-03-8.
- Raimund Karl: Latènezeitliche Siedlungen in Niederösterreich. Untersuchungen zu Fundtypen, Keramikchronologie, Bautypen, Siedlungstypen und Siedlungsstrukturen im latènezeitlichen Niederösterreich. Teil 2 Auswertung, Historica-Austria Band 3, Wien: ÖAB Verlag 1996.
- Manfred Macek, Friedl Bock, u. a.: Beiträge zu Archäologie und Denkmalpflege in Niederösterreich. Historica-Austria Band 4, 1996, ISBN 3-901515-05-4.
- Manfred Macek u. a.: 3000 Jahre auf Schuster's Rappen. Der Schuh im Spiegel von Industrie und Archäologie. Historica-Austria Band 5, 1998, ISBN 3-901515-06-2.
- Raimund Karl, Sonja Prochaska: Die latènezeitliche Siedlung von Göttlesbrunn p.B. Bruck an der Leitha, Niederösterreich. Die Notbergung 1989. Die Grabungen 1992-1994. Zwei latènezeitliche Töpferöfen. Historica-Austria Band 6, 2005, ISBN 3-901515-10-0.
- Bernhard A. Macek: Feldmarschall-Leutnant Franz von Holbein-Holbeinsberg. „Directiven“ der Spanischen Hofreitschule. Reitkunst, Militär und Gesellschaft des 19. Jahrhunderts. Historica-Austria Band 7, 2008, ISBN 978-3-901515-11-8.
- Jaro Zeman: POLA – Verlorene Heimat. Arbeit und Leben im K.u.K. Kriegshafen; Städtebauliche Entwicklung der Stadt Pola am Beispiel des K.u.K. Militärhafens. Historica-Austria Band 8, 2010, ISBN 978-3-901515-15-6
- Manfred Wandl: Einsatz von wissenschaftlich tätigen MitarbeiterInnen im bauarchäologischen Bereich, Maßnahmen zur Minimierung der Risikofaktoren für die am Bau Beteiligten, Historica-Austria Band 9, Jahrgang 2011.
- Johann Offenberger: Weltkulturerbe „See“, Ein Forschungsbericht, Historica-Austria Band 10, Jahrgang 2012.
- Johann Offenberger: Die neolithische "Inselsiedlung" im Keutschacher See (Kärnten), Eine kritische Betrachtung, Historica-Austria Band 12, Jahrgang 2014, ISBN  9783-901515-19-4.
- Johann Offenberger: Das Pfahlbauerbe, „Brennpunkt“ Mondsee, Jungsteinzeitliche Seeufersiedlungen im Salzkammergut, Historica-Austria Band 13, Jahrgang 2015, ISBN 978-3-901515-22-4.
- Johann Offenberger: Die „Alte Universität“ in Wien, Archäologische und bauanalytische Untersuchungen im Bereich der Alten Aula und des Kollegiumhofes, Historica-Austria Band 14, Jahrgang 2017.
- Tanja Wegner: Wiener keltologische Schriften /Bd. 1, Die Stellung der keltischen Frau anhand altirischer Rechtstexte,  Keltologie der Universität Wien; Brennos - Verein für Keltologie, Verlag ÖAB, Wien 2001, IDN 977280381.
- Raimung Karl: Discovering the Archaeologists of Europe: Österreich, Internationales Österreichisches Archäologie Forum 2008, Verlag Österreichischer Archäologie Bund, Historica-Austria, Wien/Niederösterreich, 2008 (Leonardo da Vinci Projekt).
- Die Schützenkompanie Kals am Großglockner 1809-1909-2009, Verlag Österreichischer Archäologie Bund, 2009.
- Raimund Karl and Katharina Möller: Discovering the Archaeologists of Europe, Austria 2012–14, Internationales Österreichisches Archäologie Forum, Historica Verlag 2014, ISBN 978-3-901515-21-7.